# スティーヴ・サヴィダン
スティーヴ・サヴィダン（Steve Savidan, 1978年6月29日 - ）はフランス、アンジェ出身の元サッカー選手。ポジションはフォワード。

## 経歴
フランス西部のアンジェで生まれ育ったサヴィダンは地元のクラブアンジェSCOでプロとしてのキャリアをスタート。デビューシーズンの1998-99年に17得点を挙げると2部のLBシャトールーに引き抜かれる。しかしここで3得点に終わると、2000-2001シーズンにACアジャクシオ、2001-2002シーズに古巣のアンジェSCOと2部のクラブを転々とするが二桁得点を挙げたことはなく、2002-2003シーズンに所属したASボーヴェでは無得点に終わる。翌2003-2004シーズンアングレームCFCで数年ぶりに2部を離れ3部でプレーすると12ゴールを挙げ復活、翌2004-2005シーズンに当時3部の、彼にとって運命のクラブであるといえるヴァランシエンヌFCに移籍した。
かつてリーグ・アンに所属していたものの1992-93シーズンのオリンピック・マルセイユとの八百長により3部降格、1996年にはプロ資格すら剥奪され4部に降格していたヴァランシエンヌFCにおいてサヴィダンは救世主となる。加入した2004-2005シーズンは19得点を挙げ3部得点王に輝き、チームも優勝し久々に2部に上がると、2005-2006シーズンも16ゴールを挙げ得点王、チームも優勝し13年ぶりのトップリーグ昇格を果たす。
初めてのリーグ・アンとなった06-07シーズンもサヴィダンもゴールラッシュが止まることはなく13ゴールをマーク、チームの残留に貢献すると2007-08シーズンも13ゴールを記録しチームの2年連続の残留の立役者となっただけでなく欧州選手権への招集もうわさされた。
ユーロ後の2008-09シーズン、サヴィダンはオリンピック・リヨンのオラス会長が獲得を熱望していたのにもかかわらずSMカーンに移籍。これについてはインタビューで「チームが自分を戦力とみなさず話し合いをしなかった」と述べている。サヴィダンにはFCジロンダン・ボルドーやオリンピック・マルセイユも興味を示していたが監督のフランク・デュマスと気が合ったためカーンを選んだらしい。新天地でもゴールラッシュを挙げている一方、サヴィダンを放出したヴァランシエンヌFCは残留争いをしており、彼の能力の高さがうかがえる。
2008年11月19日に、ウルグアイとの親善試合でフランス代表に初招集、ニコラ・アネルカに代わり途中出場で遅咲きのデビューを果たした。ゴールはなかったものの二度の惜しいバイシクルシュートを放ち、解説者を「彼はジャン・ピエール・パパンになるのか。」と騒がせた。
2009年7月、ASモナコへの移籍が決まったが、移籍する直前のメディカルチェックで心臓に異常が見つかり、現役を退いた 。

## タイトル
- ナシオナル（3部）　2004-2005シーズン、ヴァランシエンヌFC
- リーグ・ドゥ　2005-2006シーズン、ヴァランシエンヌFC

## 個人タイトル
- ナシオナル・リーグ得点王　2004-2005シーズン、ヴァランシエンヌFC、19得点
- リーグ・ドゥ得点王　2005-2006シーズン、ヴァランシエンヌFC、16得点

## 所属クラブ
- アンジェSCO 　　　1998年-1999年　47試合・17得点
- LBシャトールー　 1999年-2000年　20試合・3得点（2部）
- ACアジャクシオ　2000年-2001年　37試合・6得点（2部）
- アンジェSCO　　　2001年-2002年　　36試合・6得点（2部）
- ASボーヴェ　　　　2002年-2003年　24試合・0得点（2部）
- アングレームCFC　2003年-2004年　37試合・12得点（3部）
- ヴァランシエンヌFC　2004年-2008年　144試合・61得点（1部26得点=2年、2部16得点=1年、3部19得点=1年）
- SMカーン　　　　　　2008年-2009年